# アミノテツロー
アミノ テツロー（本名：網野 哲郎（あみの てつろう）、1955年10月10日 - ）は、日本の男性アニメーション演出家、アニメーション監督。千葉県出身。
かつては本名で活動し、1988年頃からカタカナ名義を、2004年頃からアミノ テツロを使用しており、現在はこの「テツロ」名義での活動が多い。
代表作は、『アイドル伝説えり子』『アイドル天使ようこそようこ』『あしたへフリーキック』『疾風!アイアンリーガー』『マクロス7』『爆走兄弟レッツ&ゴー!!』『DTエイトロン』『ぶぶチャチャ』など多数。

## 来歴
東京都立新宿高等学校卒業後、2年間のエキストラの経験後、東京写真専門学校を経て、アニメ業界入り。キャリアを制作進行からスタートさせた。国際映画社、スタジオぴえろの作品を経て、1980年代から1990年代は、日本サンライズ、葦プロダクションを中心に活動。最近では主にジーベックでの活動が多い。
手がける作品の特徴としては音楽と平穏を愛し、争いを否定する考えが強い。

## 参加作品

### テレビアニメ
1977年
- 女王陛下のプティアンジェ（進行）
- 超スーパーカー ガッタイガー（彩色）

1979年
- サイボーグ009（制作進行）

1980年
- ふた子のモンチッチ（製作担当）

1981年
- タイムボカンシリーズ ヤットデタマン（1981年 - 1982年、制作進行）
- 戦国魔神ゴーショーグン（絵コンテ）

1982年
- おちゃめ神物語コロコロポロン（1982年 - 1983年、絵コンテ・演出・演出助手）
- サイボットロボッチ（1982年 - 1983年、絵コンテ）

1983年
- ななこSOS（絵コンテ・演出）
- ピュア島の仲間たち（演出）
- 銀河漂流バイファム（1983年 - 1984年、絵コンテ・演出）
- スプーンおばさん（1983年 - 1984年、絵コンテ・演出）

1984年
- うる星やつら（1981年版）（演出）
- 宗谷物語（絵コンテ）
- チックンタックン（絵コンテ）
- 超力ロボ ガラット（1984年 - 1985年、演出チーフ・絵コンテ・演出）

1985年
- 超獣機神ダンクーガ（絵コンテ・演出）
- 機動戦士Ζガンダム（絵コンテ）
- ダーティペア（絵コンテ）
- 蒼き流星SPTレイズナー（1985年 - 1986年、絵コンテ・演出）

1986年
- ワンダービートS（絵コンテ）

1987年
- 機甲戦記ドラグナー（ストーリーボード）
- ミスター味っ子（1987年 - 1989年、絵コンテ）
- シティーハンター（1987年 - 1988年、絵コンテ・演出）

1988年
- シティーハンター2（絵コンテ）
- ドクター秩父山（監督）

1989年
- アイドル伝説えり子（1989年 - 1990年、監督・脚本・絵コンテ・演出）※脚本は網野哲郎名義

1990年
- アイドル天使ようこそようこ（1990年 - 1991年、監督・脚本・絵コンテ）
- オバタリアン（監督）

1992年
- あしたへフリーキック（1992年 - 1993年、監督・絵コンテ）

1993年
- 疾風!アイアンリーガー（1993年 - 1994年、監督・脚本・絵コンテ）

1994年
- マクロス7（1994年 - 1995年、監督・脚本・絵コンテ）

1996年
- 爆走兄弟レッツ&ゴー!!（1996年 - 1997年、監督・絵コンテ）

1997年
- 爆走兄弟レッツ&ゴー!!WGP（脚本）

1998年
- アキハバラ電脳組（絵コンテ）※信天翁・経堂名義
- DTエイトロン（監督・絵コンテ）
- 聖ルミナス女学院（監督・絵コンテ）

1999年
- ぶぶチャチャ（監督・絵コンテ）
- ∀ガンダム（1999年 - 2000年、絵コンテ）

2000年
- 機巧奇傳ヒヲウ戦記（監督・絵コンテ）

2001年
- だいすき!ぶぶチャチャ（監督・絵コンテ）

2003年
- クラッシュギアNitro（2003年 - 2004年、監督・絵コンテ）※絵コンテは倉敷由紀也名義

2004年
- NARUTO -ナルト-（絵コンテ）
- アークエとガッチンポー（2004年 - 2005年、絵コンテ）※「てんこもり」は阿弥音名義
- 陰陽大戦記（2004年 - 2005年、絵コンテ）※信天翁経堂名義

2005年
- おれたちイジワルケイ（超かんとく）※アミニョ・テツロ名義

2006年
- 夜明け前より瑠璃色な 〜Crescent Love〜（絵コンテ）
- シルクロード少年 ユート（2006年 - 2007年、監督・シリーズ構成・脚本・絵コンテ・音響監督）

2007年
- ヒロイック・エイジ（絵コンテ）
- みなみけ（絵コンテ）

2008年
- かのこん（絵コンテ）
- Mnemosyne-ムネモシュネの娘たち-（絵コンテ）
- To LOVEる -とらぶる-（絵コンテ）
- ルパン三世 sweet lost night 〜魔法のランプは悪夢の予感〜（監督・絵コンテ）
- 今日の5の2（絵コンテ）

2010年
- ルパン三世 the Last Job（監督・絵コンテ）
- 屍鬼（監督・絵コンテ・音響監督）※音響監督は網野哲郎名義

2012年
- あらしのよるに 〜ひみつのともだち〜（監督・絵コンテ）

2013年
- 超速変形ジャイロゼッター（絵コンテ）
- 団地ともお（絵コンテ・演出）

2014年
- オレカバトル（2014年 - 2015年、監督・絵コンテ）

2015年
- 干物妹!うまるちゃん（絵コンテ）

2016年
- 虹色デイズ（総監督・演出）※演出は網野哲郎名義
- こねこのチー ポンポンらー大冒険（2016年 - 2017年、絵コンテ）

2017年
- スナックワールド（2017年 - 2018年、絵コンテ）

2018年
- ピアノの森（絵コンテ）
- こねこのチー ポンポンらー大旅行（絵コンテ）

2020年
- 戦乙女の食卓（絵コンテ）
- いわかける! - Sport Climbing Girls -（監督・絵コンテ）
- 100万の命の上に俺は立っている（絵コンテ）

2021年
- ジャヒー様はくじけない!（絵コンテ）

2022年
- リアデイルの大地にて（絵コンテ）
- 史上最強の大魔王、村人Aに転生する（絵コンテ）
- キャップ革命 ボトルマンDX（絵コンテ）
- 最近雇ったメイドが怪しい（絵コンテ）
- 悪役令嬢なのでラスボスを飼ってみました（絵コンテ）

2023年
- ちいかわ（絵コンテ）

2024年
- 道産子ギャルはなまらめんこい（絵コンテ）
- MFゴースト（絵コンテ）

2025年
- この会社に好きな人がいます（絵コンテ）
- ホテル・インヒューマンズ（監督・絵コンテ）

### 劇場アニメ
1987年
- バツ&テリー（監督）

1989年
- SD戦国伝 暴終空城の章（監督・脚本）

1993年
- SDガンダム外伝 聖機兵物語（監督・脚本）
- SDコマンド戦記ガンダムフォース スーパーGアームズファイナルフォーミュラー VS ノウムギャザー（監督・脚本）

1995年
- マクロス7 銀河がオレを呼んでいる!（監督・絵コンテ）

1997年
- 爆走兄弟レッツ&ゴー!!WGP 暴走ミニ四駆大追跡!（監督・脚本）

2010年
- ブレイク ブレイド（-2011年、総監督）
- 昆虫物語 みつばちハッチ〜勇気のメロディ〜（監督・絵コンテ・音響監督）※監督・絵コンテはアミノテツロ名義、音響監督は網野哲郎名義

2012年
- マクロスFB7 銀河流魂 オレノウタヲキケ!（監督・脚本）

2016年
- ルドルフとイッパイアッテナ（絵コンテ）

2023年
- 機甲英雄 劇場版 我與我等於無限大（監督・音響監督）※アミノテツロ名義

### OVA
1988年
- 宇宙の戦士（監督）
- 機動戦士SDガンダム（監督・脚本）

1989年
- SD戦国伝（-1990年、監督・脚本）

1990年
- SDガンダム外伝 ジークジオン編（監督・脚本）
- YJ版レモンエンジェル（監督・絵コンテ・脚本）

1992年
- はいすくーる仁義（監督・絵コンテ）

1993年
- アルスラーン戦記IV 汗血公路（監督）

1994年
- I・R・I・A ZEIRAM THE ANIMATION（監督）
- 疾風!アイアンリーガー 銀光（シルバー）の旗の下に（-1995年、監督）

1996年
- ウルトラマン超闘士激伝（監督）
- 個人授業（監督）
- 宝魔ハンターライム（-1997年、監督→監修）

1997年
- マクロス ダイナマイト7（監督）

1998年
- ダイノゾーン（構成・監督）

2003年
- かげろうかーくん（監督）

2014年
- ふたりエッチ（第3期、監督・絵コンテ）

2016年
- 虹色デイズ OAD（総監督）
- FAIRY TAIL OAD2期（監督・絵コンテ）

### Webアニメ
- 陰陽師・平安物語（2018年、監督・絵コンテ）
- 機甲英雄 機鬥勇者（世界観設計）※網野哲郎名義

### ゲーム
- 戦国BASARA3（2010年、イベント絵コンテ）